# Sistani (Ethnie)

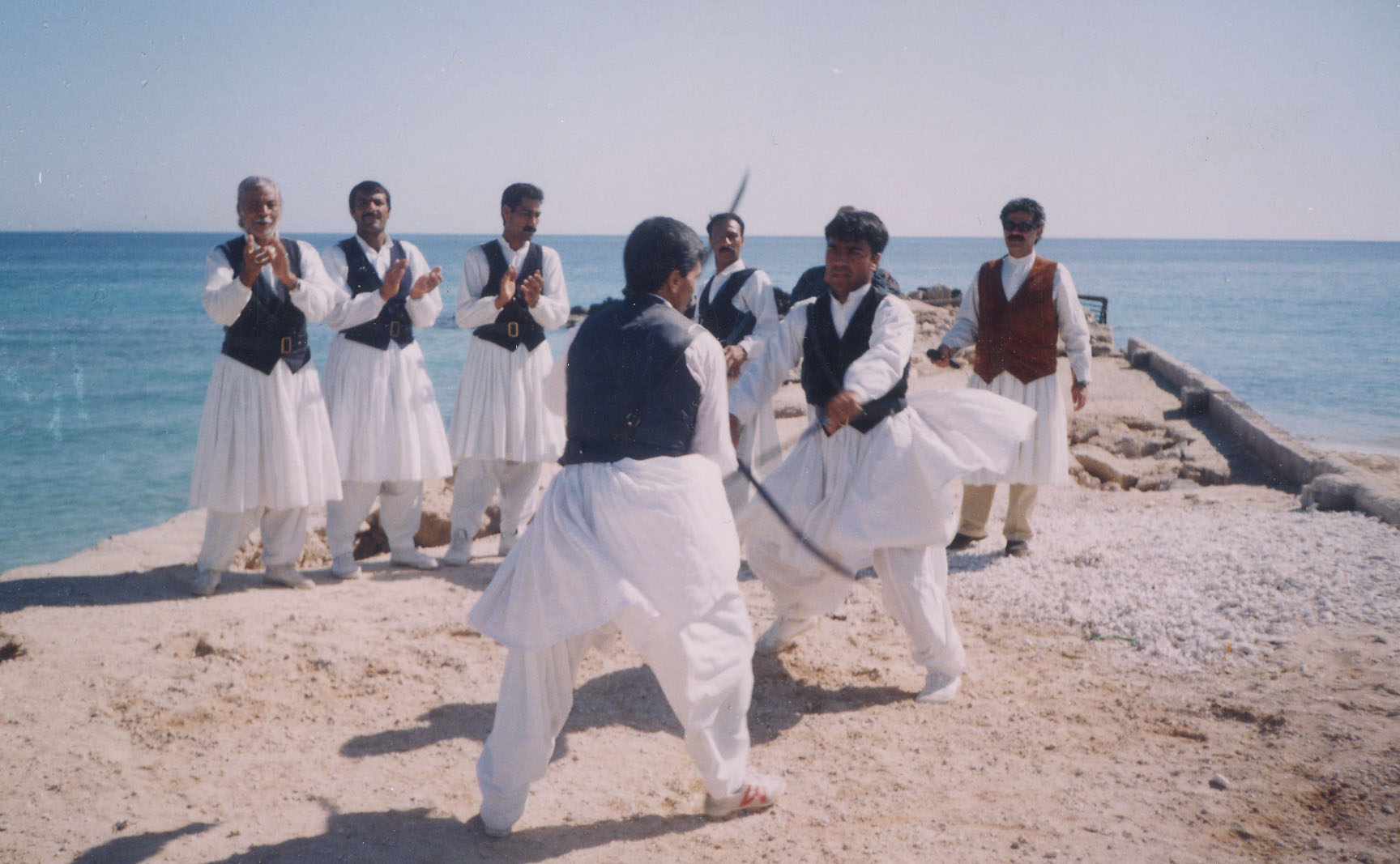
Männer führen mit Klingen den sogenannten Sistanitanz auf

Die Sistani (historisch auch „Sekzai“ genannt) sind eine ethnische Gruppe iranischer Herkunft, die hauptsächlich in Sistan im Südosten Irans und historisch im Südwesten Afghanistans leben.
Sie sprechen den Sistani-Dialekt der persischen Sprache. Der britische Archäologe Rawlinson betrachtete die Sistani zusammen mit den Jamshidis von Herat als reines Beispiel der arischen Rasse.
In der Vergangenheit sprachen die Menschen in Sistan mittelpersische Dialekte wie Parthisches Pahlavi, Mittelpersisch (Sassanisches Pahlavi) und jetzt sprechen sie einen persischen Dialekt, der als Sistani bekannt ist. Die Sistani werden als Nachkommen skythischer Stämme angesehen. Sie leben in den zentralen und nördlichen Teilen der Provinz Sistan und Belutschistan. Seit den letzten Jahrzehnten sind viele aus verschiedenen politischen und klimatischen Gründen in andere Teile Irans ausgewandert, beispielsweise in die Provinzen Teheran und Golestan im Norden Irans.

## Etymologie
Die Sistani erhielten ihren Namen von ihrem Siedlungsgebiet Sistan, das wiederum von „Sakastan“ („Land der Saken“) abstammt. Die Saken waren ein Stamm der Skythen. Vor der Besiedlung der Saken war es im  altpersischen als „Zaranka“ oder „Drangiana“ („Wasserland“).

## Soziale und demografische Merkmale
Die meisten Sistani sind Schiiten. Unbestätigten Berichten zufolge könnte der Anteil der Sistani in Belutschistan und den Provinzen Sistan 40 % oder sogar 50 % erreichen. Sistani sind in den letzten Jahrzehnten nach Teheran und Golestan ausgewandert.
Genetische Studien zeigen, dass die Sistani einen gemeinsamen Genpool mit den Persern der Provinzen Yazd und Fars haben.